# Augusto Piccini
Augusto Piccini (San Miniato, 8 maggio 1854 – Firenze, 15 aprile 1905) è stato un chimico italiano.

## Biografia
Augusto Piccini, dopo i primi studi, nel 1872 frequentò il corso di farmacia all'Istituto superiore di Firenze e nel 1874, appena ventenne pubblicò un articolo, Nuovo areometro a scala arbitraria, dove applicando il principio di Archimede per il quale un corpo immerso in un liquido perde del suo peso una quantità di eguale misura al peso del fluido spostato, illustrò i suoi numerosi esperimenti e descrisse un suo nuovo strumento. Il 21 agosto del 1876 si laureò in fisica e chimica presso l'università di Padova dove divenne assistente alla cattedra di chimica farmaceutica. Nel 1878 divenne assistente di chimica docimastica a Roma e insegnante di chimica analitica. L'anno successivo collaborò con Michele Fileti, assistente e vicedirettore del laboratorio di via Panisperna a Roma, in uno studio di chimica organica in cui si definiva il meccanismo di trasposizione molecolare in amine aromatiche e grasse già analizzata da Charles-Adolphe Wurtz e da August Wilhelm von Hofman. Nel 1880 iniziò la sua specializzazione in chimica analitica e inorganica e fu nominato assistente di chimica generale con Giacomo Ciamician, sotto la direzione di Stanislao Cannizzaro. Proprio in questi anni iniziò uno studio sull'ossidazione dell'acido titanico, che presentò all'Accademia dei Lincei nel 1882, in cui si avvalse della sua conoscenza accurata della tavola periodica di Mendeleev e quindi del suo sistema di classificazione degli elementi e delle loro caratteristiche fisiche e chimiche; Piccini per comprendere a pieno gli studi dello scienziato russo, imparò la sua lingua e riprese lo studio della matematica. Nella traduzione del testo del Richter vi aggiunse un'appendice sul sistema periodico degli elementi a testimonianza della sua conoscenza dell'argomento, ma anche preannuncio di posizione critica al riguardo. Numerosi furono i suoi lavori sperimentali: sul vanadio, sul molibdeno, sul titanio, sugli allumi; tutti svolti per presentare esempi di parziali analogie che un solo elemento può avere con altri, anche di gruppi diversi. Il diffondersi degli studi di Amedeo Avogadro, di Alfred Werner, di Jacobus Henricus van 't Hoff e di Ostwald Arrhenius spinsero Augusto ad avvicinarsi alla chimica-fisica. A Catania è professore straordinario nel 1885. Dopo aver ricoperto la carica di professore ordinario di chimica docimastica a Roma nella scuola di applicazione, nel 1893 fu chiamato dal professore Ugo Schiff dell'università di Firenze per occupare la cattedra di chimica farmaceutica. Proprio nella scuola di farmacia scoprì insieme ai suoi studenti l'argon, un elemento nuovo presente nell'aria, più precisamente nella roccia gassosa e nel 1898 pubblicò su un giornale di chimica e farmacia, l'Orosi, una memoria sulla posizione dei nuovi elementi dell'aria nel sistema periodico. Morì a 51 anni a Firenze. È sepolto nel Cimitero Monumentale della Misericordia dell'Antella, Comune di Bagno a Ripoli, provincia di Firenze.

## Archivio

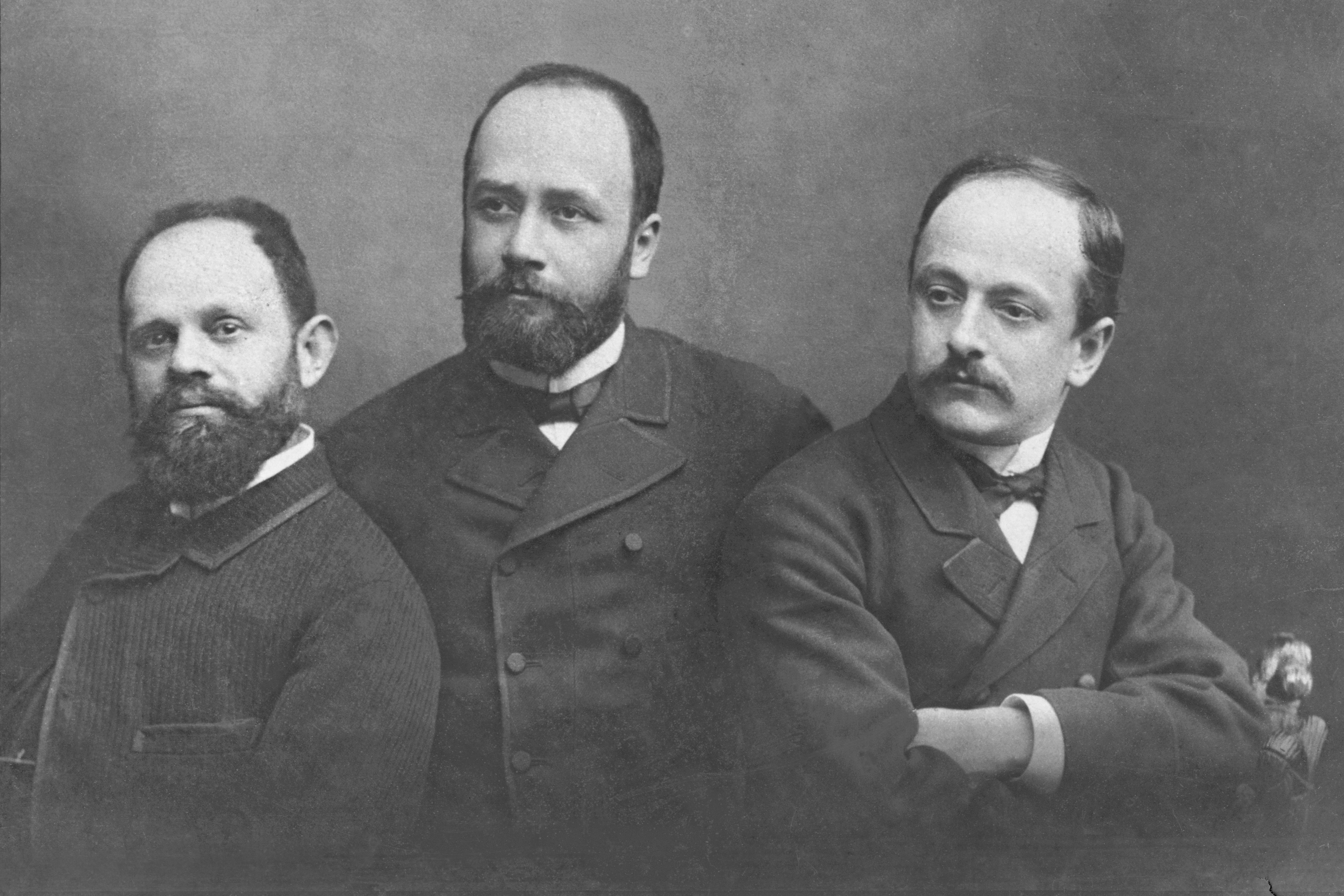
Augusto Piccini insieme a Francesco Mauro e Raffaello Nasini, la biblioteca del Museo Galileo

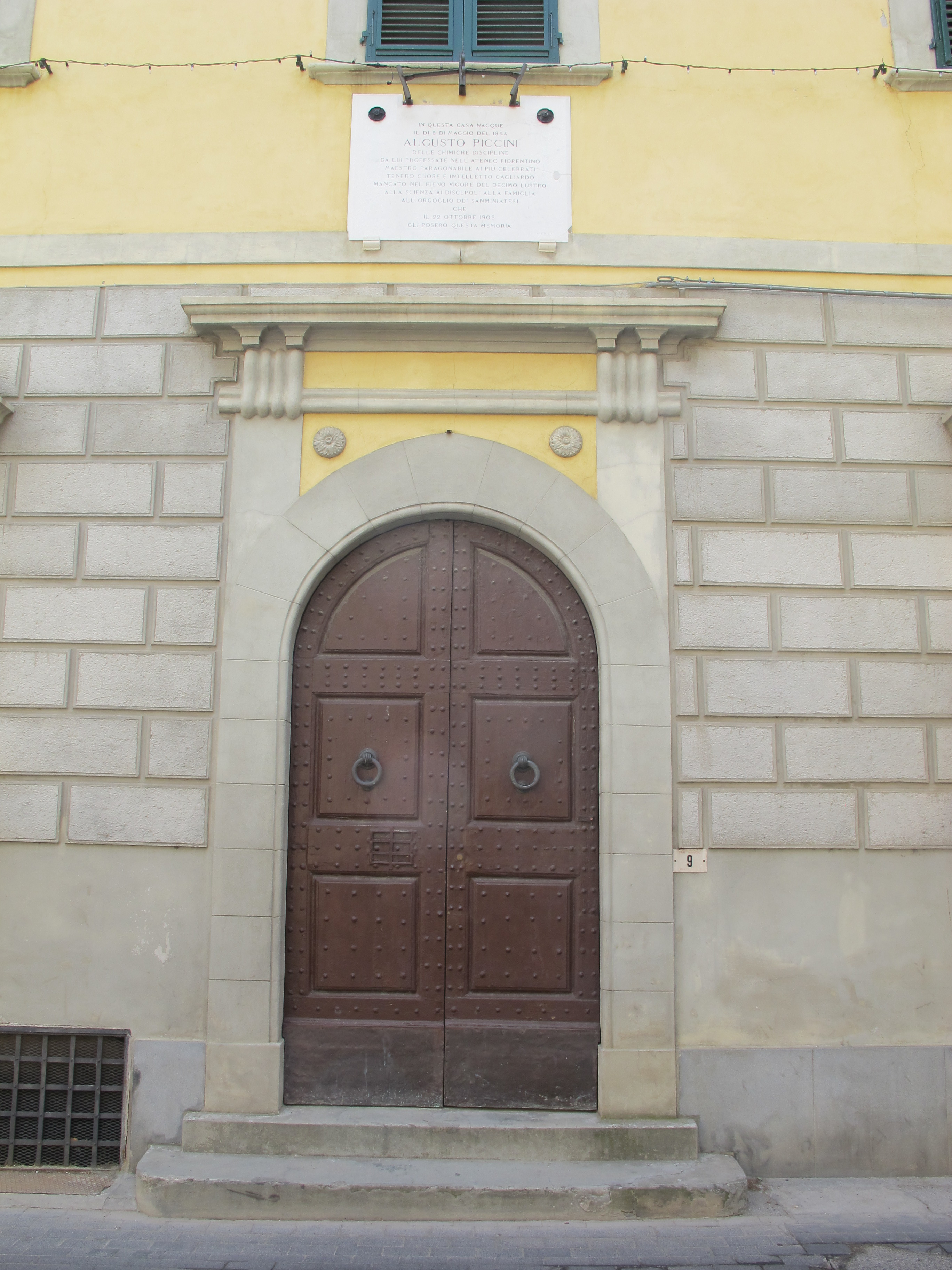
Casa di Augusto Piccini

Un piccolo fondo archivistico composto dal carteggio scientifico del periodo compreso fra il 1901 e il 1905 che attesta i suoi studi e soprattutto il suo continuo scambio di informazioni con gli studiosi dell'epoca è conservato presso la biblioteca del Museo Galileo; tra le numerose lettere in inglese, tedesco e francese vi è anche una lettera autografa di Dmitrij Ivanovich Mendeleev, datata 22 gennaio 1903.

## Principali pubblicazioni
- Nuovo areometro a scala arbitraria, in Rivista scientifico-industriale, 1874.
- Areopicnometro a scala arbitraria : nota del dott. Augusto Piccini, in Rivista scientifico industriale, 15 gennaio 1879.
- Francesco Mauro, Raffaello Nasini e Augusto Piccini, Analisi chimica delle acque potabili della città di Roma eseguita per incarico del Municipio dal prof. Francesco Mauro e dai dott. Raffaello Nasini e Augusto Piccini nell'Istituto chimico dell'Universita di Roma, Roma, Tip. F.lli Bencini, 1884.
- Victor von Richter, Trattato di chimica inorganica, tradotto col consenso dell'autore sulla 4. ed. originale e corredato di note e di un'appendice da Augusto Piccini, Torino, E. Loescher, 1885.
- Nuova serie di composti del titanio : nota del dott. A. Piccini, in Atti della Reale Accademia dei Lincei. Serie 4, Rendiconti della Classe di scienze fisiche, matematiche e naturali., 1885.
- Alcune considerazioni generali sui perossidi del tipo dell'acqua ossigenata, in Atti della Reale Accademia dei Lincei. Rendiconti della Classe di scienze fisiche, matematiche e naturali, 1, 1885,  pp. 82-85.
- Sulla ricerca dell'acido nitrico in presenza dell'acido nitroso, in Atti della Reale Accademia dei Lincei. Rendiconti della Classe di scienze fisiche, matematiche e naturali, 1, 1885,  pp. 686-688.
- Su di un minerale che accompagna la columbite di Craveggia in Val Vigezzo (mineralogia) : nota preliminare presentata alla R. Accademia dei Lincei, Novara, Stab. Tip. Lit. Valoggia, 1886.
- Ancora sulle combinazioni corrispondenti all'acido pertitanico, in La gazzetta chimica italiana, 17, 1887,  pp. 479-486.
- Su di un nuovo grado di ossidazione del tallio : nota preliminare, in La gazzetta chimica italiana, 17, 1887,  pp. 450-452, 585.
- Piccini, Augusto e Giovanni Giorgis, Alcuni nuovi composti fluorurati del vanadio : nota 1, Roma, Tip. della R. Accademia dei Lincei, 1888.
- Sulle soluzioni di cloruro cromico verde crcl3 6h2o, in L'orosi : giornale di chimica, farmacia e scienze affini, 1894.
- I perossidi in relazione al sistema periodico degli elementi, in L'orosi : giornale di chimica, farmacia e scienze affini, 1896.
- Il sistema periodico di Mendelejeff e i nuovi componenti dell'aria, in L'orosi, giornale di chimica, farmacia e scienze affini, novembre 1898.